# Onze jongens (gooi het op me)
Onze jongens (gooi het op me) is een lied van de Nederlandse boyband B-Brave in samenwerking met de Nederlandse rapper Dio en producer Spanker. Het werd in 2016 als single uitgebracht.

## Achtergrond
Onze jongens (gooi het op me) is geschreven door Brahim Fouradi, Diorno Braaf en Tevin Irvin Plaate en geproduceerd door Spanker. Het is een nummer uit het genre nederhop met effecten uit de moderne r&b. In het lied rappen en zingen de artiesten over een mooie vrouw met grote billen en wat ze met haar (in bed) willen doen. Het nummer was onderdeel van de soundtrack van de film met dezelfde titel.

## Hitnoteringen
De artiesten hadden succes met het lied in de hitlijsten van Nederland. Het stond op de 69e plaats van de Nederlandse Single Top 100 in de enige week dat het in deze hitlijst te vinden was. De Nederlandse Top 40 werd niet bereikt; het kwam hier tot de dertiende plaats van de Tipparade.